# Panorpa emarginata
Panorpa emarginata är en näbbsländeart som beskrevs av Cheng 1950. Panorpa emarginata ingår i släktet Panorpa och familjen skorpionsländor. Inga underarter finns listade i Catalogue of Life.